# Austropurcellia riedeli
Espèce
Austropurcellia riedeli est une espèce d'opilions cyphophthalmes de la famille des Pettalidae.

## Distribution
Cette espèce est endémique du Queensland en Australie. Elle se rencontre vers Rossville.

## Description
Le mâle holotype mesure 2,5 mm.

## Étymologie
Cette espèce est nommée en l'honneur d'Alexander Riedel.

## Publication originale
- Jay, Popkin-Hall, Cobblens, Oberski, Sharma & Boyer, 2016 : « New species of Austropurcellia, cryptic short-range endemic mite harvestmen (Arachnida, Opiliones, Cyphophthalmi) from Australia’s Wet Tropics biodiversity hotspot. » ZooKeys, no 586, p. 37–93 (texte intégral).